# Петропавловка (Кемеровская область)
Петропавловка — деревня в Чебулинском районе Кемеровской области. Входит в состав Верх-Чебулинского сельского поселения.

## География
Центральная часть населённого пункта расположена на высоте 189 метров над уровнем моря.

## Население
По данным Всероссийской переписи населения 2010 года, в деревне Петропавловка проживает 39 человек (21 мужчина, 18 женщин).